# Стандартные справочные данные
Стандартные справочные данные — опубликованные признанной авторитетной организацией данные, относящиеся к свойству материального объекта или явления или к системе компонентов известного состава или структуры, полученные из идентифицированного источника, критически оцененные и обоснованные по точности.

### Национальные
В России стандартные справочные данные значений физических констант и показателей свойств веществ и материалов определяются  Государственной службой стандартных справочных данных и утверждаются Федеральным агентством по техническому регулированию и метрологии.

### Межгосударственные
В СССР существовало два вида справочных данных:
- рекомендуемые справочные данные (РСД) — аттестованные органами Государственной системы стандартных справочных данных (ГСССД) достоверные данные о свойствах веществ и материалов, точность которых удовлетворяла требованиям народного хозяйства;
- стандартные справочные данные (ССД) — достоверные данные о физических константах и свойствах важнейших веществ и материалов, обладавшие наивысшей точностью и утверждаемые Госстандартом.

ССД были обязательны для применения во всех отраслях народного хозяйства. Применение РСД было рекомендовано.
В 1992 году в рамках СНГ было принято и в 2006 году актуализировано решение о признании ранее принятых действующих справочных данных межгосударственными.
Пример принятых в СССР стандартных справочных данных (межгосударственных в настоящее время):
- ГСССД 55-83 "Таблицы стандартных справочных данных. Стали для валков горячей и холодной прокатки. Механические и теплофизические характеристики".
- ГСССД 98-86 — Вода. Удельный объем и энтальпия при температурах 0...800 °С и давлениях 0,001...1000 МПа.